# Required Navigation Performance
Le prestazioni di navigazione richieste o RNP (acronimo dall'inglese Required Navigation Performance) sono dei parametri che descrivono l'accuratezza necessaria per la navigazione all'interno di uno specifico spazio aereo attraverso valori di deviazioni orizzontali massime consentite. Questa specifica, insieme alla navigazione d'area RNAV, fa parte di un concetto più esteso di navigazione basata sulle prestazioni o PBN (acronimo dall'inglese Performance Based Navigation).

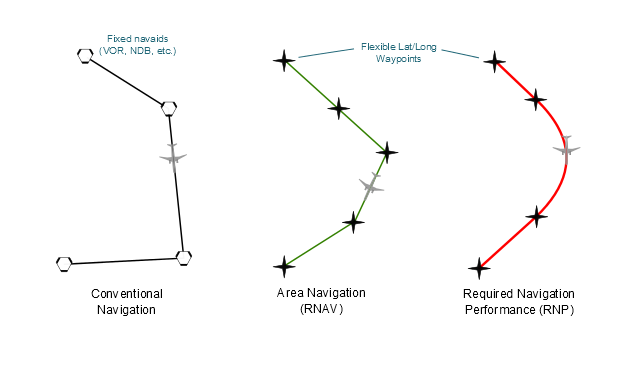
Definizione di PBN

## Descrizione
Ogni tipologia di RNP intende definire quali prestazioni di navigazione aerea siano necessarie per operare all'interno di uno determinato spazio aereo. Gli RNP sono identificati da un singolo valore di accuratezza.
È evidente che un aereo con un particolare livello minimo di accuratezza RNP dovrebbe essere escluso dagli spazi aerei che ne richiedono di più restringenti, od alternativamente, essere soggetto a minime di separazione maggiorate. Può sembrare logico, ad esempio, che un aereo approvato per RNP 1 venga automaticamente approvato RNP4. Tuttavia, questo non è il caso. Gli aeromobili approvati secondo i requisiti di precisione più rigorosi potrebbero non necessariamente
soddisfare alcuni dei requisiti funzionali delle specifiche di navigazione con requisiti di precisione meno rigorosi.

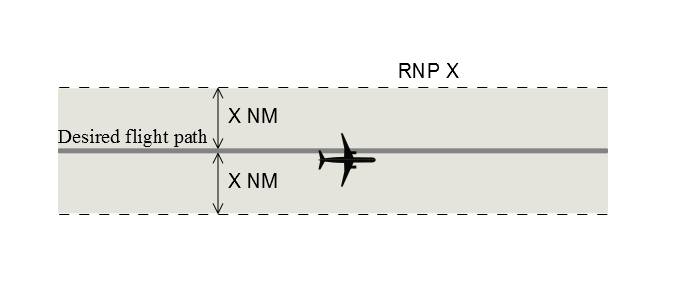
Definizione di RNP

## Assegnazione
I gestori degli spazi aerei determinano il proprio RNP stabilendo quale errore totale, calcolato attraverso la somma degli errori dei sistemi di navigazione e di volo, è consentito mantenere sul piano orizzontale (laterale e longitudinale) nel proprio spazio aereo o lungo rotte all'interno di esso.
- Nella dimensione laterale, l'errore totale viene calcolato come la differenza tra la posizione reale dell'aereo e la linea mediana della rotta aerea prevista;
- Nella dimensione longitudinale, l'errore totale viene calcolato come la differenza tra la distanza da un punto di riporto segnalata a bordo e quella reale.

Nello stabilire che un aereo possa navigare ad uno specifico RNP, le dimensioni laterali e longitudinali devono essere verificate indipendentemente e deve essere dimostrato che l'errore totale in ogni dimensione non debba superare il proprio RNP per il 95% del tempo di volo di ogni porzione di ogni singolo volo. Per esempio per un RNP uguale ad 1 (1,85 km o 1 NM) si deve dimostrare che l'errore totale per ogni dimensione non debba superare questo valore per il 95% del tempo di volo di qualsiasi porzione di qualsiasi singolo volo. Diversamente dall'RNAV, l'RNP richiede sistemi di bordo per il monitoraggio e l'allerta dell'errore totale.

## Categorie
Attualmente l'ICAO riconosce i seguenti parametri RNP:
- RNP 4 - Applicato durante fasi di volo in rotte oceaniche o remote dove la separazione longitudinale e laterale tra aeromobili richiesta è inferiore a 50 NM (per esempio l'area NAT-HLA);
- RNP 2 - Applicato sia nelle fasi di volo in rotte oceaniche o remote che continentali con utilizzo di Sistemi di navigazione satellitari globali (GNSS), laddove le radio-assistenze a terra e la sorveglianza del Servizio del Traffico Aereo sia scarsa od assente e con bassa o media densità di traffico;
- RNP 1 - Applicato negli avvicinamenti, dal punto iniziale di avvicinamento (IAF) al punto finale di avvicinamento (FAF) e nelle partenze;
- RNP 0,3 - Applicato principalmente agli elicotteri in fasi di volo simili a RNP 2 e RNP 1, e nella parte finale dell'avvicinamento;
- RNP avanzato - Applicato in tutte le fasi del volo, incorpora  RNAV 5, RNP 2, RNAV 1, RNP 1 e RNP APCH.
- RNP APCH - Applicato durante le varie fasi dell'avvicinamento con l'utilizzo di Sistemi di navigazione satellitari globali (GNSS) e Baro VNAV (Sistemi di guida verticale basati su profili calcolati solamente con altimetri barometrici) oppure SBAS (acronimo per Satellite Based Augmentation System, che fornisce dati altimetrici attraverso l'utilizzo dei satelliti);
- RNP APCH AR (con Autorizzazione Richiesta) - Applicato durante le varie fasi dell'avvicinamento con valori compresi tra 1 e 0,1 e dove quest'ultimo, dopo il punto finale di avvicinamento (FAF), preveda almeno un segmento curvilineo, con le protezioni laterali dagli ostacoli ridotte ad un cuscinetto ampio due volte il valore del RNP applicato.

Anche se precedentemente nominati RNP 5 e 10, questi parametri sono stati riconsiderati RNAV 5 (B-RNAV) e RNAV 10.

## Equipaggiamenti minimi richiesti
Prima che un aeromobilie entri in uno spazio RNP/RNAV, le sue capacità sono basate su:
- L'equipaggiamento richiesto
- L'elevata accuratezza di navigazione (visualizzata sull'MCDU dell'aereo)
- Qualsiasi richiesta specifica locale pubblicata sui relativi AIP

Quando l'aeromobile vola all'interno di uno spazio RNP/RNAV, le sue capacità sono basate su:
- L'elevata accuratezza di navigazione (visualizzata sull'MCDU dell'aereo)
- Qualsiasi richiesta specifica locale pubblicata sui relativi AIP.

| RNP         | Equipaggiamento minimo per Airbus A3XX                                     | Equipaggiamento minimo per Boeing B77X                                                            |
| ----------- | -------------------------------------------------------------------------- | ------------------------------------------------------------------------------------------------- |
| RNP4        | 2 Flight Management Guidance Computer (FMGC)                               | 2 Flight Management Guidance Computer (FMGC)                                                      |
| RNP4        | 2 Multifunction Control Display Unit (MCDU)                                | 2 Control Display Unit (CDU)                                                                      |
| RNP4        | 2 Sistemi di navigazione inerziale (IRS)                                   | 1 Air Data Inertial Reference Unit (ADIRU)                                                        |
| RNP4        | 1 GPS                                                                      | 2 GPS                                                                                             |
| RNP4        | 2 Display di Navigazione                                                   | 2 Display di Navigazione                                                                          |
| RNP1        | 1 Flight Management Guidance Computer (FMGC)                               | 2 Flight Management Guidance Computer (FMGC)                                                      |
| RNP1        | 1 Multifunction Control Display Unit (MCDU)                                | 2 Control Display Unit (CDU)                                                                      |
| RNP1        | 1 GPS                                                                      | 1 GPS                                                                                             |
| RNP1        | 2 Sistemi di navigazione inerziale (IRS)                                   | 1 Air Data Inertial Reference Unit (ADIRU) e 1 Secondary Attitude Air Data Reference Unit (SAARU) |
| RNP1        | 1 Flight Director                                                          |                                                                                                   |
| RNP1        | 2 Display di Navigazione                                                   |                                                                                                   |
| RNP APCH    | 1 Flight Management System                                                 | 2 Flight Management System                                                                        |
| RNP APCH    | 1 GPS                                                                      | 2 GPS                                                                                             |
| RNP APCH    | 1 Multifunction Control Display Unit (MCDU)                                | 2 Control Display Unit (CDU)                                                                      |
| RNP APCH    | 1 Flight Director                                                          | 1 Pilota automatico o Flight Director                                                             |
| RNP APCH    | 1 Display Primario di Volo (PFD)                                           | 2 Display Primari di Volo (PFD) / Display di Navigazione (ND)                                     |
| RNP APCH    | 1 Display di Navigazione                                                   |                                                                                                   |
| RNP APCH    | 2 Canali dell'Unità di controllo del Volo (FCU)                            |                                                                                                   |
| RNP APCH    | 1 Database di Navigazione aggiornato                                       |                                                                                                   |
| RNP APCH AR | 2 Flight Management Guidance Computer (FMGC)                               |                                                                                                   |
| RNP APCH AR | 2 Multifunction Control Display Unit (MCDU)                                |                                                                                                   |
| RNP APCH AR | 2 Flight Director                                                          |                                                                                                   |
| RNP APCH AR | 1 Pilota automatico                                                        |                                                                                                   |
| RNP APCH AR | 2 Flight Augmentation Computer (FAC)                                       |                                                                                                   |
| RNP APCH AR | 2 Elevator Aileron Computer (ELAC)                                         |                                                                                                   |
| RNP APCH AR | 2 Slap Flat Control Computer (SFCC)                                        |                                                                                                   |
| RNP APCH AR | 2 Resolution Alert                                                         |                                                                                                   |
| RNP APCH AR | 2 Display Primario di Volo (PFD) con Display V/DEV                         |                                                                                                   |
| RNP APCH AR | 2 Display di Navigazione                                                   |                                                                                                   |
| RNP APCH AR | 2 GPS                                                                      |                                                                                                   |
| RNP APCH AR | 3 Air Data Inertial Reference System (ADIRS) in modalità NAV               |                                                                                                   |
| RNP APCH AR | Terrain Avoidance and Warning System (TAWS) con visualizzatore del terreno |                                                                                                   |
| RNP APCH AR | Unità di controllo del Volo (FCU) con entrambi i canali operativi          |                                                                                                   |